# Thier-à-Liège
Thier-à-Liège est un quartier administratif du nord de la ville de Liège, sur la rive gauche de la Meuse, sur les hauteurs de la ville.
En 2015, le quartier comptait 4 634 habitants.
C’est une section de la ville encore en partie rurale, le quartier présentant de nombreuses zones vertes. Jusqu'au milieu des années 60, il était dominé par les charbonnages. Trois terrils entourent encore le Thier-à-Liège, on y trouve également de nombreuses habitations ouvrières. La société des Charbonnages de Bonne Espérance, Batterie, Bonne-Fin et Violette et celle de la Grande Bacnure y étaient actives. 